# Liste des stations du métro de São Paulo
La liste des stations du métro de São Paulo répertorie, par ligne de métro, les stations qui composent le réseau métropolitain de la ville de São Paulo, au Brésil.

## Liste des stations

### Stations de la ligne 1 - bleue
| Code | Station                       | Type de quai                 | Type                  | Correspondances                                                                         | District               |
| ---- | ----------------------------- | ---------------------------- | --------------------- | --------------------------------------------------------------------------------------- | ---------------------- |
| TUC  | Tucuruvi                      | Quai latéral                 | En partie souterraine | Terminus de bus                                                                         | Tucuruvi               |
| PIG  | Parada Inglesa                | Quai latéral                 | Aérienne              | Terminus de bus                                                                         | Tucuruvi               |
| JPA  | Jardim São Paulo-Ayrton Senna | Quai central                 | Souterraine           |                                                                                         | Santana                |
| SAN  | Santana                       | Quai latéral                 | Aérienne              | Terminus de bus                                                                         | Santana                |
| CDU  | Carandiru                     | Quai latéral                 | Aérienne              | -                                                                                       | Santana                |
| TTE  | Portuguesa-Tietê              | Quai latéral                 | Aérienne              | Gare routière et Terminus de bus                                                        | Santana                |
| PPQ  | Armênia                       | Quai latéral                 | Aérienne              | Terminus de bus                                                                         | Bom Retiro             |
| TRD  | Tiradentes                    | Quai central                 | Souterraine           | -                                                                                       | Bom Retiro             |
| LUZ  | Luz                           | Quai latéral et quai central | Souterraine           | Ligne 4 - Jaune Lignes CPTM: Ligne 7 - Rubis, Ligne 10 - Turquoise et Ligne 11 - Corail | Entre Bom Retiro et Sé |
| BTO  | São Bento                     | Quai latéral superposé       | Souterraine           | -                                                                                       | Sé                     |
| PSE  | Sé                            | Quai latéral et quai central | Souterraine           | Ligne 3 - Rouge                                                                         | Sé                     |
| LIB  | Japão-Liberdade               | Quai latéral                 | Souterraine           | -                                                                                       | Sé                     |
| JQM  | São Joaquim                   | Quai latéral                 | Souterraine           | Ligne 6 - Orange (en projet)                                                            | Liberdade              |
| VGO  | Vergueiro                     | Quai latéral                 | Souterraine           | -                                                                                       | Liberdade              |
| PSO  | Paraíso                       | Quai latéral superposé       | Souterraine           | Ligne 2 - Verte                                                                         | Vila Mariana           |
| ANR  | Ana Rosa                      | Quai central                 | Souterraine           | Ligne 2 - Verte Terminus de bus                                                         | Vila Mariana           |
| VMN  | Vila Mariana                  | Quai latéral                 | Souterraine           | Terminus de bus                                                                         | Vila Mariana           |
| SCZ  | Santa Cruz                    | Quai latéral                 | Souterraine           | Ligne 5 - Lilac Centre commercial Santa Cruz                                            | Vila Mariana           |
| ARV  | Praça da Árvore               | Quai latéral                 | Souterraine           | -                                                                                       | Saúde                  |
| SAU  | Saúde                         | Quai latéral                 | Souterraine           | -                                                                                       | Saúde                  |
| JUD  | São Judas                     | Quai latéral                 | Souterraine           | Ligne 17 - Or (en projet)                                                               | Saúde                  |
| CON  | Conceição                     | Quai latéral                 | Souterraine           | Terminus de bus                                                                         | Jabaquara              |
| JAB  | Jabaquara                     | Quai latéral                 | Souterraine           | Ligne 17 - Or (en projet) Terminus de bus                                               | Jabaquara              |

### Stations de la ligne 2 - verte
| Code | Station                                  | Type de quai | Type        | Correspondances                            | District                             |
| ---- | ---------------------------------------- | ------------ | ----------- | ------------------------------------------ | ------------------------------------ |
| VMD  | Vila Madalena                            | Quai latéral | Souterraine | Terminus de bus                            | Entre Pinheiros et Perdizes          |
| SUM  | Santuário Nossa Senhora de Fátima-Sumaré | Quai latéral | Aérienne    | -                                          | Entre Perdizes et Jardim Paulista    |
| CLI  | Clínicas                                 | Quai latéral | Souterraine | -                                          | Entre Consolação et Jardim Paulista  |
| CNS  | Consolação                               | Quai central | Souterraine | Ligne 4 - Jaune                            | Entre Consolação et Jardim Paulista  |
| TRI  | Trianon-Masp                             | Quai central | Souterraine | -                                          | Entre Bela Vista et Jardim Paulista) |
| BGD  | Brigadeiro                               | Quai central | Souterraine | -                                          | Entre Bela Vista et Vila Mariana     |
| PSO  | Paraíso                                  | Quai latéral | Souterraine | Ligne 1 - Bleue                            | Vila Mariana                         |
| ANR  | Ana Rosa                                 | Quai central | Souterraine | Ligne 1 - Bleue et Terminus de bus         | Vila Mariana                         |
| CKB  | Chácara Klabin                           | Quai central | Souterraine | Ligne 5 - Lilas                            | Vila Mariana                         |
| IMG  | Santos-Imigrantes                        | Quai central | Aérienne    | -                                          | Cursino                              |
| AIP  | Alto do Ipiranga                         | Quai latéral | Souterraine | -                                          | Ipiranga                             |
| SAC  | Sacomã                                   | Quai latéral | Souterraine | Terminus de bus                            | Ipiranga                             |
| TTI  | Tamanduateí                              | Quai latéral | Aérienne    | CPTM: Ligne 10 - Turquoise Terminus de bus | Entre Ipiranga et Vila Prudente      |
| VPT  | Vila Prudente                            | Quai latéral | Souterraine | Ligne 15 - Argent Terminus de bus          | Vila Prudente                        |

### Stations de la ligne 3 - rouge
| Code | Station               | Type de quai                 | Type            | Correspondances                                                                     | District                    |
| ---- | --------------------- | ---------------------------- | --------------- | ----------------------------------------------------------------------------------- | --------------------------- |
| BFU  | Palmeiras-Barra Funda | Quai latéral et quai central | Au fleur du sol | CPTM: Ligne 7 - Rubis, Ligne 8 - Diamant Terminus de bus                            | Barra Funda                 |
| DEO  | Marechal Deodoro      | Quai latéral superposé       | Souterraine     | -                                                                                   | Santa Cecília               |
| SEC  | Santa Cecília         | Quai latéral                 | Souterraine     | Terminus de bus                                                                     | Santa Cecília               |
| REP  | República             | Quai latéral et quai central | Souterraine     | Ligne 4 - Jaune                                                                     | República                   |
| GBU  | Anhangabaú            | Quai central                 | Souterraine     | Terminus de bus                                                                     | Entre República et Sé       |
| PSE  | Sé                    | Quai latéral et quai central | Souterraine     | Ligne 1 - Bleue                                                                     | Sé                          |
| PDS  | Pedro II              | Quai latéral                 | Aérienne        | Expresso Tiradentes                                                                 | Sé                          |
| BAS  | Brás                  | Quai latéral et quai central | Aérienne        | CPTM: Ligne 7 - Rubis, Ligne 10 - Turquoise, Ligne 11 - Corail et Ligne 12 - Saphir | Brás                        |
| BRE  | Bresser-Mooca         | Quai central                 | Au fleur du sol | -                                                                                   | Entre Brás et Mooca         |
| BEL  | Belém                 | Quai central                 | Au fleur du sol | Terminus de bus                                                                     | Belém                       |
| TAT  | Tatuapé               | Quai latéral et quai central | Au fleur du sol | CPTM: Ligne 11 - Corail et Ligne 12 - Saphir Terminus de bus                        | Tatuapé                     |
| CAR  | Carrão                | Quai central                 | Au fleur du sol | Terminus de bus                                                                     | Tatuapé                     |
| PEN  | Penha                 | Quai central                 | Au fleur du sol | Terminus de bus                                                                     | Entre Penha et Vila Matilde |
| VTD  | Vila Matilde          | Quai central                 | Au fleur du sol | Terminus de bus                                                                     | Entre Penha et Vila Matilde |
| VPA  | Guilhermina-Esperança | Quai central                 | Au fleur du sol | -                                                                                   | Entre Penha et Vila Matilde |
| PCA  | Patriarca-Vila Ré     | Quai central                 | Au fleur du sol | Terminus de bus                                                                     | Entre Penha et Vila Matilde |
| ART  | Artur Alvim           | Quai central                 | Au fleur du sol | Terminus de bus                                                                     | Artur Alvim                 |
| ITQ  | Corinthians-Itaquera  | Quai central                 | Aérienne        | CPTM: Ligne 11 - Corail Terminus de bus                                             | Itaquera                    |

### Stations de la ligne 4 - jaune
| Code | Station                | Type de quai | Type        | Correspondances                                                                 | District               |
| ---- | ---------------------- | ------------ | ----------- | ------------------------------------------------------------------------------- | ---------------------- |
| LUZ  | Luz                    | Quai latéral | Souterraine | Ligne 1 - Bleue, CPTM: Ligne 7 - Rubis, Ligne 10 - Turquoise, Ligne 11 - Corail | Entre Bom Retiro et Sé |
| REP  | República              | Quai latéral | Souterraine | Ligne 3 du métro de São Paulo                                                   | República              |
| HIG  | Higienópolis-Mackenzie | Quai latéral | Souterraine | Ligne 6 - Orange (en projet)                                                    | Consolação             |
| PTA  | Paulista               | Quai latéral | Souterraine | Ligne 2 du métro de São Paulo                                                   | Consolação             |
| FRE  | Oscar Freire           | Quai latéral | Souterraine | -                                                                               | Jardim Paulista        |
| FRA  | Fradique Coutinho      | Quai latéral | Souterraine | -                                                                               | Pinheiros              |
| FAL  | Faria Lima             | Quai latéral | Souterraine | Terminus de bus                                                                 | Pinheiros              |
| PIN  | Pinheiros              | Quai latéral | Souterraine | Ligne 9 - Émeraude Terminus de bus                                              | Pinheiros              |
| BUT  | Butantã                | Quai latéral | Souterraine | Terminus de bus                                                                 | Butantã                |
| MBI  | São Paulo-Morumbi      | Quai latéral | Souterraine | Ligne 17 - Or (en projet), Terminus de bus                                      | Morumbi                |
| VSO  | Vila Sônia             | Quai latéral | Souterraine | Terminus de bus                                                                 | Vila Sônia             |

### Stations de la ligne 5 - violette
| Code | Station          | Type de quai | Type        | Correspondances                          | District      |
| ---- | ---------------- | ------------ | ----------- | ---------------------------------------- | ------------- |
| CPR  | Capão Redondo    | Quai latéral | Aérienne    | Terminus de bus EMTU et SPTrans          | Capão Redondo |
| CPL  | Campo Limpo      | Quai latéral | Aérienne    | Terminus de bus EMTU                     | Campo Limpo   |
| VBE  | Vila das Belezas | Quai latéral | Aérienne    | -                                        | Vila Andrade  |
| GGR  | Giovanni Gronchi | Quai latéral | Aérienne    | Terminus de bus João Dias de SPTrans     | Vila Andrade  |
| STA  | Santo Amaro      | Quai latéral | Aérienne    | CPTM: Ligne 9 - Émeraude Terminus de bus | Santo Amaro   |
| LTR  | Largo Treze      | Quai latéral | Souterraine | Terminus de bus Santo Amaro de SPTrans   | Santo Amaro   |